# 香川元景 (安芸香川氏)
香川 元景（かがわ もとかげ）は、室町時代から戦国時代にかけての武将。安芸国の戦国大名安芸武田氏家臣。安芸国八木城主。

## 生涯
兄が永正14年（1517年）の有田中井手の戦いで主君の武田元繁共々討死を遂げると、家督を相続した。大永4年（1524年）には周防・長門国の戦国大名・大内氏が、主君の武田光和が籠もる佐東銀山城に攻め寄せた。父の香川吉景とともに元景は、同僚の熊谷信直や援軍として駆けつけた毛利元就とともに大内軍を迎撃して、大内軍を敗退させた。

## 系譜[1]
- 父：香川吉景
- 母：不詳
- 正室：平賀興貞の娘
  - 長男：香川光景
  - 次男：香川元正 - 孫の代から井上氏を名乗る
  - 三男：香川就親
  - 四男：香川政俊
  - 五男：学雄 - 福王寺(広島市)の住職となる
  - 長女：羽仁時種の妻